# Сахарная свёкла
Са́харная свёкла (свеклови́ца), свеклови́ца са́харная — группа разновидностей обыкновенной корнеплодной свёклы (лат. Beta vulgaris); техническая культура, в корнях которой содержится много сахарозы.

## История
Сахарная свёкла появилась в результате работы селекционеров. В 1743 году Андреас Маргграф выяснил, что сахар, который до того получали из сахарного тростника в колониях, содержится и в свёкле, растущей в Европе. Учёный смог установить, что содержание сахара в кормовой свёкле составляло 1,3 %. В современных сортах сахарной свёклы оно превышает 20 %.
Открытие Маргграфа сумел оценить и впервые практически использовать его ученик Франц Карл Ашар, который посвятил свою жизнь получению свекловичного сахара. В 1801 году он оборудовал в Нижней Силезии Германо-римской империи фабрику, где сахар вырабатывали из свёклы.
На территории Российской империи сахарная свёкла появилась в первой половине XIX века. В 1799 году профессор фармацевтической химии и фармации Московского университета Иоганн Иаков Биндгейм разработал способ получения сахара из белой свёклы. В 1799‒1801 годах Яков Степанович Есипов разработал технологию получения сахара из свёклы в промышленных условиях, впервые используя способ очистки свекловичного сока известью, применяемый и по сей день. Первый завод в России для добывания свекловичного сока, главным образом для переработки в спирт, основан компаньонами генерал-майором Е. И. Бланкенагелем и Я. С. Есиповым в 1802 году в селе Алябьево Тульской губернии, затем сахарный завод был устроен И. А. Мальцовым в 1809 году. Ведущими сахарозаводчиками Российской империи были сначала граф А. А. Бобринский и его наследники, затем Леопольд Кёниг, в начале XX века — Терещенко, Харитоненко, Ханенко и Бродский. Подробнее см. сахарная промышленность.

## Ботаническое описание
Сахарная свёкла — двулетнее растение. В первый год образует розетку листьев и мясистый корень кремового цвета, уходящий на глубину до 2—3 м. В корне содержится до 75% воды, около 20% сахара и 5% мякоти. Сахар образуется в листьях в результате фотосинтеза, после чего накапливается в корнях.
Произрастает в умеренном климате. В зависимости от условий выращивания масса корнеплода варьируется от 250 до 500 г, реже достигает 1 кг. Листва ярко-зелёного цвета, вырастает до 35 см от земли. Листья многочисленные, растут пучком от корнеплода, который выступает чуть выше уровня почвы.

## Агротехника

### Температурный режим
Сахарная свёкла умеренно теплолюбива. От температуры зависит факт прорастания семян и время появления первых всходов. Минимальная температура для прорастания — +4°С, при этом всходы появляются лишь через месяц. При повышении температуры до +7°С всходы появляются через 10—15 дней, при +10° — через 8—10 дней и при +15°С и выше — через 6—7 дней. Ранние побеги чувствительны к заморозкам и погибают при -3°С и ниже. При появлении первой пары настоящих листьев холодостойкость повышается до -4°С. Оптимальная температура для роста — от +20°С до +23°С.  Количество сахара в плодах зависит от числа солнечных дней в августе—октябре, при температурах +8°С и ниже накопление сахара в корнеплодах прекращается. Для формирования репродуктивных почек на головках корнеплодов благоприятны температуры от +15°С до +23°С. Осенью вегетация свёклы прекращается с установлением температуры +4°C и ниже.

### Состав почвы
Особенно хороший урожай собирают на чернозёмах, серых и тёмно-серых лесных суглинистых почвах, богатых перегноем. Вполне пригодны для нее почвы низин и пойм. Хорошие урожаи получают при возделывании на почвах, богатых органическим веществом и хорошо обрабатываемых луговых и лугово-болотных, удобренных и обеспеченных влагой тёмно-каштановых, глубоко обрабатываемых плодородных дёрново-подзолистых почвах нечернозёмной зоны. Для сахарной свёклы благоприятны почвы с нейтральной и слабощёлочной средой. На кислых почвах проявляются невысокие показатели урожайности.

## Значение и применение

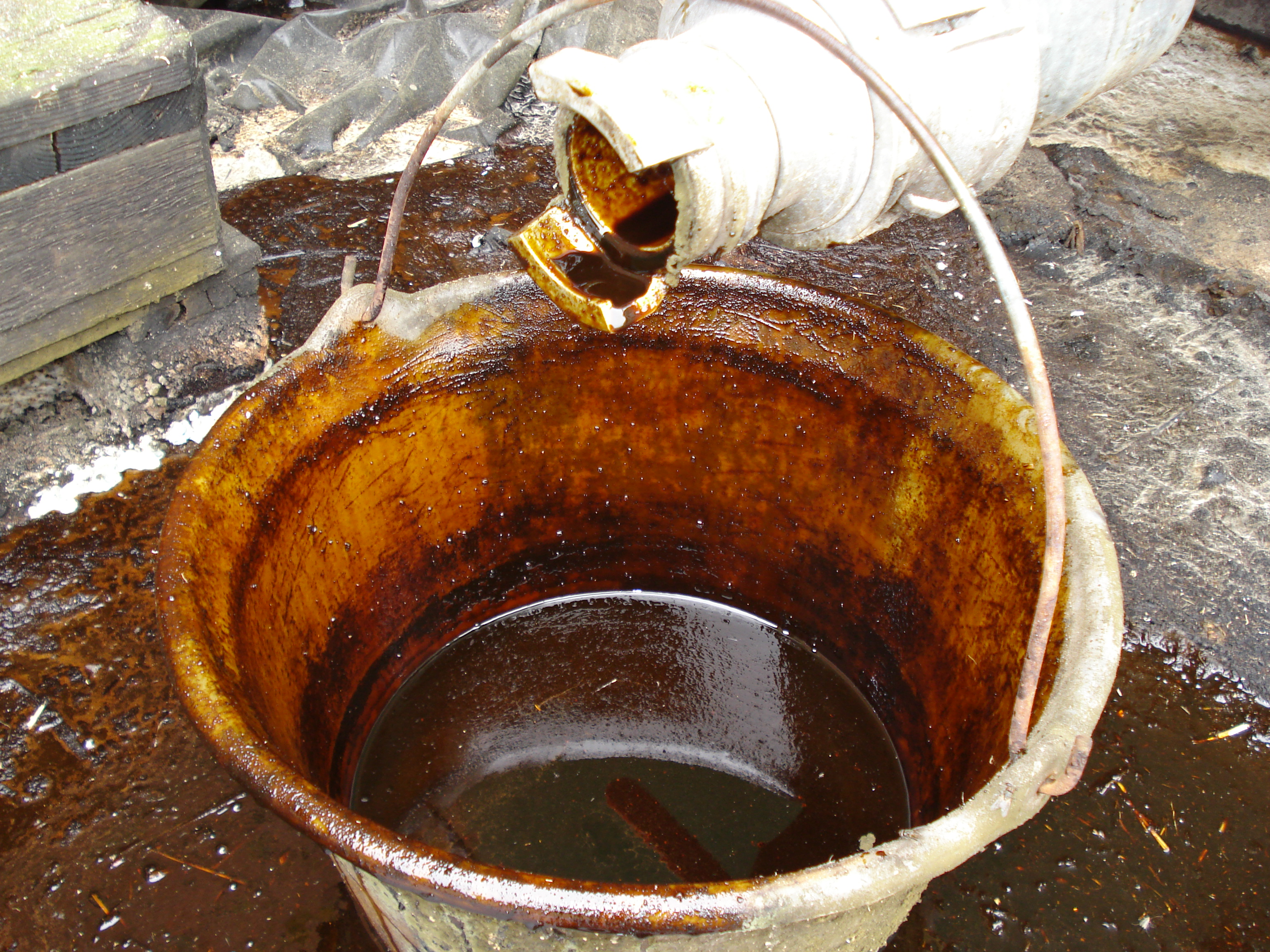
Кормовая свекловичная меласса

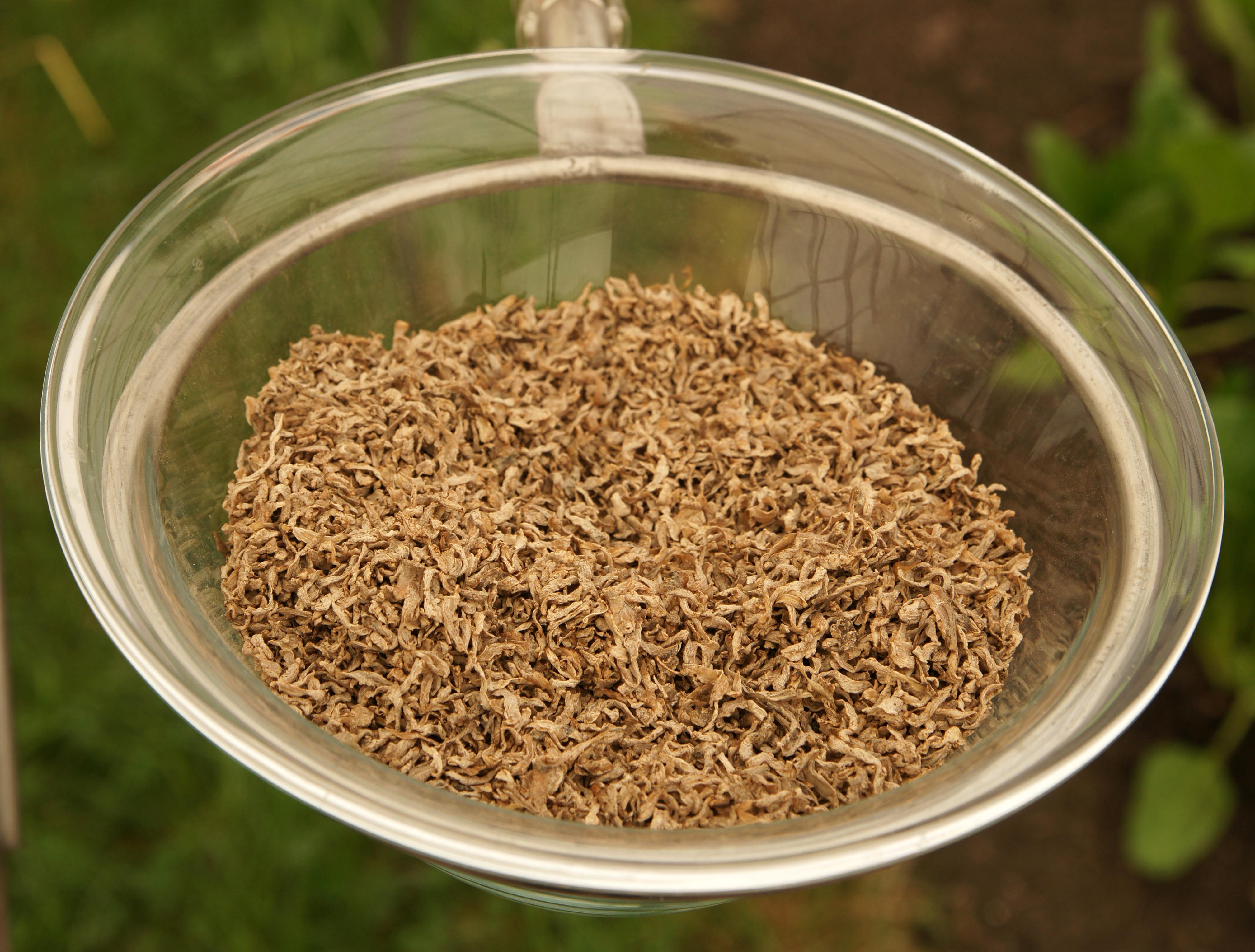
Сухой свекольный жом

Сахарная свёкла — важнейшая техническая культура, дающая сырьё для сахарной промышленности. В её корнеплодах содержится от 16 до 20 % сахара, при заводской переработке из корнеплодов получают 12—15 % сахара, а также свекловичную тёмную патоку — мелассу, дефекат и жом — отжатую и выщелоченную свекольную стружку. Жом используется исключительно в кормовых целях, меласса — в кормовых и пищевых (диетических, кулинарных), а также как подкормка для рыб. Дефекат содержит до 40—50 % извести, его использование в качестве известкового удобрения способствует нейтрализации почвенной среды.
Выход жома составляет до 80% всей массы корнеплода.
Листья и цельные корнеплоды сахарной свёклы также используются в качестве корма скоту в свежем или силосованном виде. Тем не менее, кормление крупного рогатого скота чрезмерным количеством сахарной свёклы может привести к гибели животных. В 1968 году в колхозе «Великая Дружба» Георгиевского района Ставропольского края наблюдалось массовое отравление крупного рогатого скота, которое привело к вынужденной прирезке и даже гибели животных. В совхозе «Рассвет» Изобильненского района Ставропольского края в 1969 году был случай отравления овец при пастьбе на поле, где после уборки осталась часть сахарной свёклы. Основной причиной заболевания является избыток поступающего в организм сахара и молочной кислоты, образующейся в рубце и обильно всасывающейся в кровь. При условии постепенного приучения коров свёклу можно скармливать из расчета 1 кг на 1 литр молока.

### Кормовая и пищевая ценность
В 100 кг свежего жома содержится 18 кормовых единиц и 0,9 кг протеина, а в 100 кг сухого жома — 85 кормовых единиц и 3,9 кг протеина соответственно.
В 100 кг корнеплодов содержится 23—26 корм. ед. и 1,2 кг протеина, в 100 кг листьев — 20 корм. ед и 2—2,2 кг протеина.
В 100 кг мелассы содержится от 77 до 85 кормовых единиц и 4,5 кг протеина. Меласса может использоваться и в пищевых целях: она богата витамином B6, железом, магнием, кальцием и калием, отличается низким содержанием сахара и подходит для различных мясных и рыбных блюд и выпечки. Она также используется для перегонки в спирт.

### Алкогольные напитки

#### Страны бывшего СССР
Сахарная свёкла является распространенным дешёвым и простым в переработке сырьем для изготовления самогона, однако такой продукт, называемый «бурячиха» (от буряк - свёкла), обладает низким качеством: из за высокой концентрации в свекловичной браге высших спиртов и сивушных масел имеет неустранимый резкий неприятный запах и вкус (из за чего прозван «косорыловка»), вызывает отрыжку, часто — рвоту и очень тяжёлое похмелье. Систематическое и неумеренное употребление свекольного самогона может привести к отравлению.

#### Чехия

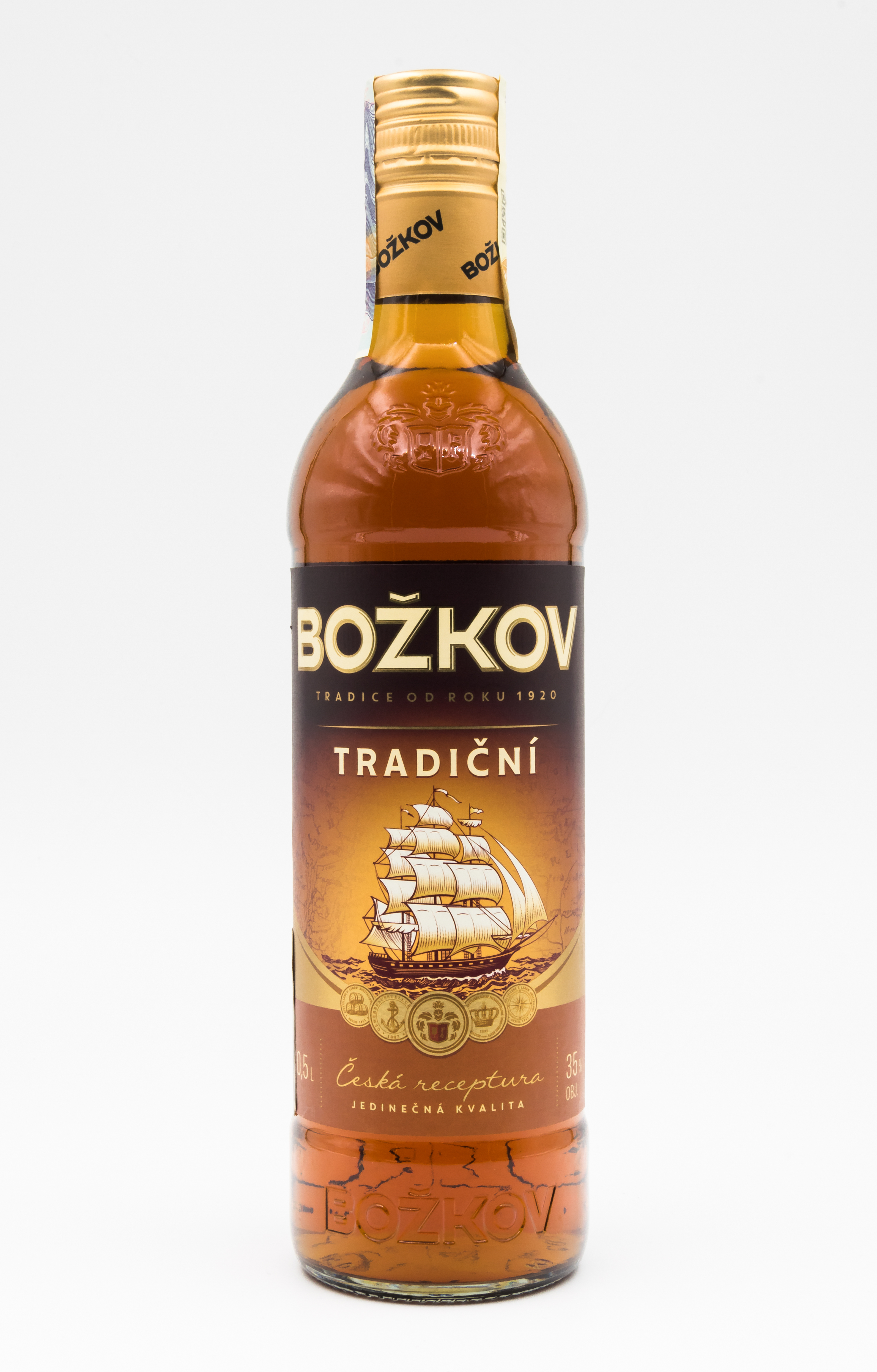
Чешский алкогольный напиток Tuzemák

За неимением доступа у Чехии к регионам с тёплым, тропическим климатом, в котором произрастает сахарный тростник, в стране популярен напиток Tuzemák («Туземак»), изготавливаемый из сахарной свёклы с использованием ароматических эфирных масел. Из-за того, что наименование «ром» в Евросоюзе регламентируется использованием дистиллята исключительно сахарного тростника, бывшее название «Tuzemský rum» (с чеш. «местный ром») официально не употребляется.

## Технология переработки сахарной свёклы
1. Свёкла накапливается на кагатохранилище, где может выдерживаться до 90 суток;
2. Корнеплоды промываются, измельчаются и превращаются в стружку;
3. Получение диффузионного сока горячей водой (+75 °C);
4. Сок очищают в несколько этапов, используя гидроксид кальция и углекислый газ;
5. Полученный сок уваривают до сиропа с концентрацией сухих веществ 55-65 %, обесцвечивают с помощью оксида серы и фильтруют;
6. Из сиропа в вакуум-аппарате 1-й ступени получают утфель 1-й кристаллизации (7,5 % воды), который центрифугируют, удаляя «белую» патоку. Оставшиеся на ситах центрифуг кристаллы промывают, сушат и фасуют.
7. «Белую» патоку снова сгущают в вакуум-аппаратах 2-й ступени и, с помощью центрифуг, чаще всего непрерывного действия, разделяют на «зеленую» патоку и «желтый» сахар 2-го продукта, который, предварительно растворив в чистой воде, добавляют к сиропу, поступающему в вакуум-аппарат 1-й ступени;
8. Для дополнительного извлечения сахара иногда используется 3-ступень уваривания и обессахаривания;
9. Патока, полученная на последней ступени кристаллизации является мелассой — отходом сахарного производства, которая содержит 40—50 % сахарозы и по массе составляет 4—5 % от массы переработанной свёклы.

## Производители сахарной свёклы
| Место                                                                    | Государство    | 2014  | 2016  | 2021  |
| ------------------------------------------------------------------------ | -------------- | ----- | ----- | ----- |
| 1                                                                        | Россия         | 33,5  | 51,4  | 41,2  |
| 2                                                                        | Франция        | 37,8  | 33,8  | 34,4  |
| 3                                                                        | США            | 28,4  | 33,5  | 33,3  |
| 4                                                                        | Германия       | 29,7  | 25,5  | 31,9  |
| 5                                                                        | Турция         | 16,7  | 19,5  | 18,3  |
| 6                                                                        | Польша         | 13,5  | 13,5  | 15,3  |
| 7                                                                        | Египет         | 11,0  | 13,3  | 14,8  |
| 8                                                                        | Украина        | 15,7  | 14,0  | 10,9  |
| 9                                                                        | Китай          | 8,0   | 8,1   | 7,9   |
| 10                                                                       | Великобритания | 9,4   | 5,7   | 7,4   |
| 11                                                                       | Нидерланды     | 6,8   | 5,5   | 6,6   |
| 12                                                                       | Иран           | 4,7   | 5,5   | 5,2   |
| Итого                                                                    | Мир            | 270,2 | 277,2 | 270,2 |
| Источник: Продовольственная и сельскохозяйственная организация ООН (FAO) |                |       |       |       |

Карта стран, выращивающих сахарную свёклу (объём выращивания, млн. т/год. Данные за 2014 год

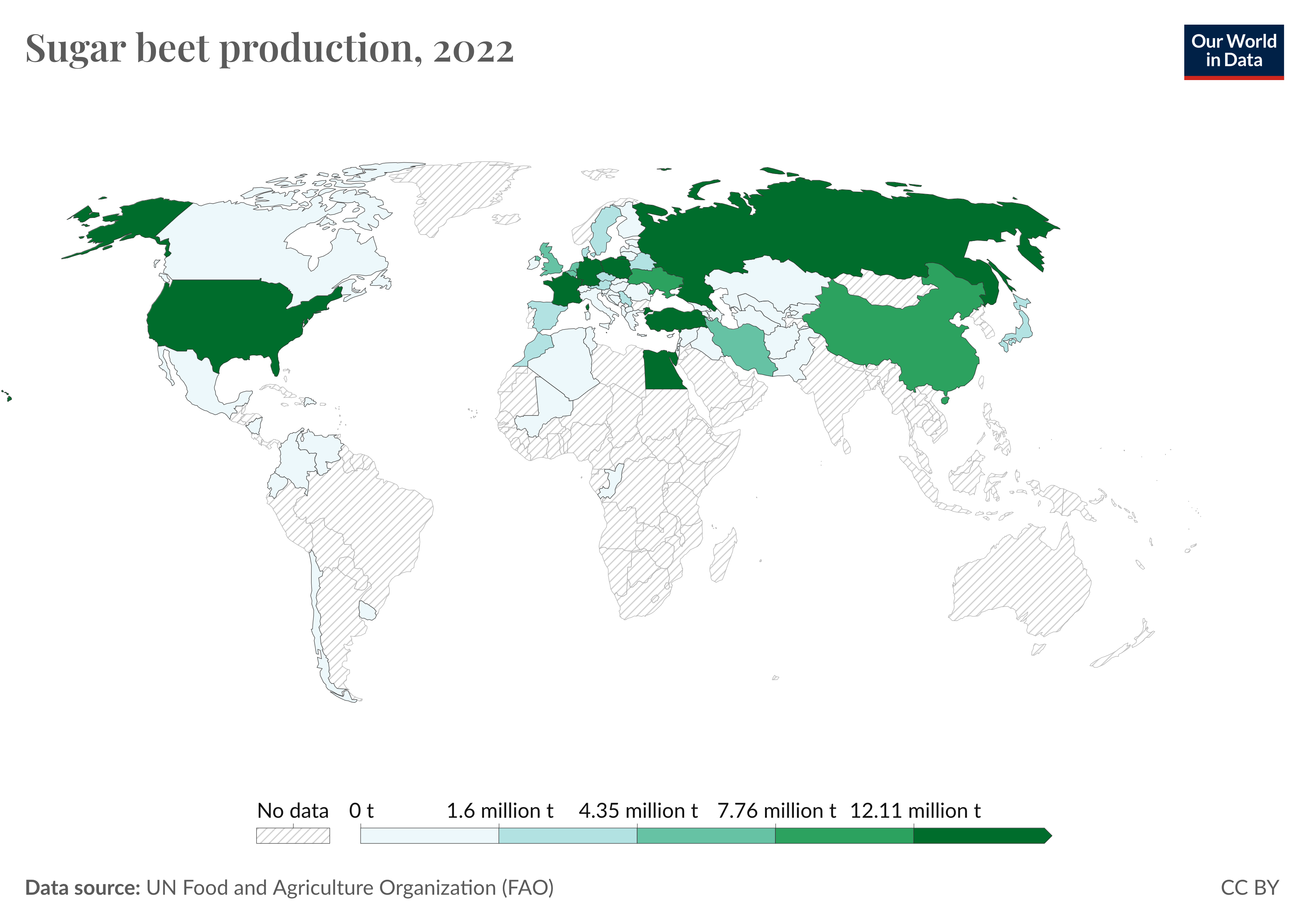
Карта стран, выращивающих сахарную свёклу (объём выращивания, млн. т/год. Данные за 2022 год

В XXI веке сахарную свёклу выращивают в основном в регионах с умеренным климатом, средняя урожайность в мире в 2022 году составила 60,8 т/га. Сахарная свёкла выращивается почти повсеместно в Европе и Японии, в некоторых странах Ближнего Востока, Средней Азии и Северной, Западной и Центральной Африки (с наиболее высоким объёмом выращивания в Египте), северных регионах Китая и южных регионах Западной Сибири. В Северной Америке культивируется в Канаде и северных регионах Соединённых Штатов, в Южной Америке активно выращивается в Чили, где в 2022 году, по оценкам ООН, местные хозяйства смогли достичь урожайности в 106,2 т/га. Малые объёмы выращиваются и в других странах континента — Эквадоре, Колумбии, Уругвае и Венесуэле.

### Советский Союз
Ещё в 1930-е годы СССР, после ускоренной индустриализации, занял первое место по производству сахарной свёклы в мире, которое и по сей день сохраняется за Россией. Самый рекордный урожай в мире, который до сих пор не был превзойден, был собран Советским Союзом в 1976 году — он составил 99,9 млн тонн. Однако столь огромные показатели достигались скорее экстенсивным методом производства: из-за более сурового климата и нехватки минеральных и химических удобрений урожайность в СССР значительно уступала западным государствам и странам. Так, в 1990 году она составила 25,6 т/га — для сравнения, в Германии она составила 49,6 т/га, а во Франции и вовсе 66,8 т/га.

### Россия
В России к основным районам выращивания сахарной свёклы относятся Центрально-Чернозёмная зона, Краснодарский и Ставропольский края и Рязанская и Тульская области.
В 2008 году в России было произведено 29,1 млн тонн сахарной свёклы.
В 2011 году в России был собран рекордный урожай сахарной свёклы (46,2 млн тонн), благодаря которому страна перешла к экспорту свекловичного сахара в значительных объёмах (более 200 тысяч тонн за год).
В 2016 году валовый сбор сахарной свёклы составил 51,4 млн тонн, что стало абсолютным рекордом.
Урожай в 2021 году достиг 40,8 млн тонн, посевные площади — 992,5 тыс. га. Таким образом, урожайность составила 411ц/га.
В 2023 году урожайность сахарной свёклы в России составила 480 ц/га. По федеральным округам урожайность составила: Сибирский — 532 ц/га, Центральный — 513 ц/га, Северо-Кавказский — 503 ц/га, Южный — 498 ц/га, Приволжский — 380 ц/га.

### Украина
В годы СССР превалирующую долю в производстве занимала Украинская ССР: в 1940 году она составляла 71,7 %, снизившись затем до 54 % в 1990 году. Однако после рыночных реформ производство сахарной свёклы на Украине сократилось за считанные годы: если в 1990 году оно достигало 44,3 млн тонн, то всего через 5 лет оно составило лишь 29,7 млн тонн, а в 2021 году — 10,9 млн тонн.

### Узбекистан
19 марта 1947 года указом Президиума Верховного Совета СССР «за получение высоких урожаев сахарной свёклы в 1946 году» Михриниса Убайдуллаева была удостоена звания Героя Социалистического Труда.

## Инфравидовые таксоны
- Beta vulgaris subsp. adanensis  (Pamukç.) Ford-Lloyd & J.T. Williams
- Beta vulgaris var. trojana  (Pamukç. ex Aellen) Ford-Lloyd & J.T. Williams

### Синонимы
- Beta alba  DC.
- Beta altissima  Steud.
- Beta atriplicifolia  Rouy
- Beta bengalensis  Roxb.
- Beta brasiliensis  Voss
- Beta carnulosa  Gren.
- Beta cicla  (L.) L.
- Beta cicla  (L.) Pers.
- Beta cicla var. argentea  Krassochkin & Burenin
- Beta cicla var. viridis  Krassochkin & Burenin
- Beta crispa  Tratt.
- Beta decumbens  Moench
- Beta esculenta  Salisb.
- Beta foliosa  Ehrenb. ex Steud.
- Beta hortensis  Mill.
- Beta hybrida  Andrz.
- Beta incarnata  Steud.
- Beta lutea  Steud.
- Beta marina  Crantz
- Beta maritima  L.
- Beta maritima subsp. atriplicifolia  (Rouy) Burenin
- Beta maritima subsp. danica  Krassochkin
- Beta maritima subsp. marcosii  (O.Bolòs & Vigo) Juan & M.B.Crespo
- Beta maritima subsp. orientalis  (Roth) Burenin
- Beta maritima var. atriplicifolia  Krassochkin
- Beta maritima var. erecta  Krassochkin
- Beta maritima var. glabra  Delile
- Beta maritima var. pilosa  Delile
- Beta maritima var. prostrata  Krassochkin
- Beta noeana  Bunge ex Boiss.
- Beta orientalis  Roth
- Beta orientalis  L.
- Beta purpurea  Steud.
- Beta rapa  Dumort.
- Beta rapacea  Hegetschw.
- Beta rosea  Steud.
- Beta sativa  Bernh.
- Beta stricta  K.Koch
- Beta sulcata  Gasp.
- Beta triflora  Salisb.
- Beta vulgaris subsp. asiatica  Krassochkin ex Burenin
- Beta vulgaris subsp. cicla  (L.) Schübl. & G.Martens
- Beta vulgaris subsp. cicla  (L.) W.D.J.Koch
- Beta vulgaris subsp. foliosa  Asch. & Schweinf.
- Beta vulgaris subsp. lomatogonoides  Aellen
- Beta vulgaris subsp. maritima  (L.) Arcang.
- Beta vulgaris subsp. maritima  (L.) Thell.
- Beta vulgaris subsp. orientalis  (Roth) Aellen
- Beta vulgaris subsp. provulgaris  Ford-Lloyd & J.T. Williams
- Beta vulgaris subsp. vulgaris
- Beta vulgaris var. altissima  Döll
- Beta vulgaris var. annua  Asch. & Graebn.
- Beta vulgaris var. asiatica  Burenin
- Beta vulgaris var. atriplicifolia  (Rouy) Krassochkin
- Beta vulgaris var. aurantia  Burenin
- Beta vulgaris var. cicla  L.
- Beta vulgaris var. coniciformis  Burenin
- Beta vulgaris var. crassa  Alef.
- Beta vulgaris var. debeauxii  Clary
- Beta vulgaris var. foliosa  (Asch. & Schweinf.) Aellen
- Beta vulgaris var. glabra  (Delile) Aellen
- Beta vulgaris var. grisea  Aellen
- Beta vulgaris var. lutea  DC.
- Beta vulgaris var. marcosii  O.Bolòs & Vigo
- Beta vulgaris var. maritima  (L.) Moq.
- Beta vulgaris var. mediasiatica  Burenin
- Beta vulgaris var. orientalis  (Roth) Moq.
- Beta vulgaris var. ovaliformis  Burenin
- Beta vulgaris var. perennis  L.
- Beta vulgaris var. pilosa  (Delile) Moq.
- Beta vulgaris var. rapacea  W.D.J.Koch
- Beta vulgaris var. rosea  Moq.
- Beta vulgaris var. rubidus  Burenin
- Beta vulgaris var. rubra  L.
- Beta vulgaris var. rubrifolia  Krassochkin ex Burenin
- Beta vulgaris var. saccharifera  Alef.
- Beta vulgaris var. virescens  Burenin
- Beta vulgaris var. viridifolia  Krassochkin ex Burenin
- Beta vulgaris var. vulgaris